# 玉置順
玉置 順（たまき じゅん、1965年1月6日 - ）は、日本の建築家。玉置アトリエ主宰。

## 略歴
京都府生まれ。
- 1987年 - 近畿大学工学部卒業[1]。
- 1989年 - 近畿大学大学院修士課程修了（古谷誠章研究室）。鈴木了二建築計画事務所勤務（-1991年）。
- 1992年 - 根岸一之建築設計事務所勤務（-1995年）。
- 1996年 - 玉置アトリエ設立
- 現在　広島工業大学非常勤講師。

## その他
- 学生時代から建築デザイン分野で受賞歴がある。

## 主な作品
- 1997年　トウフ
- 1997年　ラッパ
- 1998年　ハカマ

## 展覧会
- 1999年　バウハウス（ワイマール/ドイツ）建築展出展

## 受賞歴
- 1999年　住建実施作品コンテスト99年　最優秀賞